# Claire Danes
Claire Catherine Danes (New York, 12 aprile 1979) è un'attrice statunitense.
Ha ottenuto il riconoscimento per il ruolo di Angela Chase nella serie drammatica per adolescenti My So-Called Life, vincendo un Golden Globe e venendo candidata al Premio Emmy. Ha fatto il suo debutto cinematografico nello stesso anno in Piccole donne (1994) e ha guadagnato una fama più ampia per aver recitato in Romeo + Giulietta (1996).  Da allora Danes è apparsa in L'uomo della pioggia - The Rainmaker (1997), The Hours (2002), Terminator 3 (2003), Shopgirl (2005) e Stardust (2007).  
Nel 2010, ha interpretato Temple Grandin nell’omonimo film televisivo, per il quale ha vinto il suo primo Emmy, un secondo Golden Globe e uno Screen Actors Guild Award come migliore attrice in una miniserie o film televisivo.  Dal 2011 al 2020, ha recitato nel ruolo di Carrie Mathison nella pluripremiata serie televisiva Homeland - Caccia alla spia, per la quale ha vinto due Emmy, due Golden Globe, un Critics Choice Television Award e uno Screen Actors Guild Award come migliore attrice in una serie drammatica.

## Biografia
Nata a Manhattan, è la più giovane dei tre figli di Carla, pittrice, e Chris Danes, fotografo. Sin da giovanissima mostra interesse per la recitazione, tanto che a soli dieci anni si iscrive ai corsi di recitazione dell'istituto di Lee Strasberg, successivamente frequenta la Professional Performing Art School di New York. A soli undici anni prende parte ad una puntata della serie TV Law & Order. Nel 1998 continua gli studi, iscrivendosi all'Università Yale.

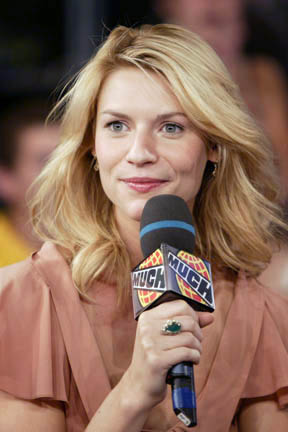
Claire Danes durante la promozione di Stardust (2007)

Interpreta Angela Chase nella serie tv My So-Called Life, ruolo che le vale un Golden Globe e una nomination agli Emmy. Debutta sul grande schermo nel 1994, interpretando Beth March in Piccole donne. Nel 1996 recita nella versione post-moderna del dramma di William Shakespeare, Romeo + Giulietta di Baz Luhrmann al fianco di Leonardo DiCaprio. In seguito James Cameron, il regista del film Titanic, dopo aver convinto Leonardo DiCaprio ad interpretare il ruolo di Jack Dawson, avrebbe voluto la Danes per interpretare il ruolo di Rose DeWitt Bukater, ma l'attrice rifiutò dicendo che aveva da poco girato un film romantico con Di Caprio, e la storia d'amore di Titanic era molto simile a quella di Romeo + Giulietta.
Tra i film da lei interpretati, L'uomo della pioggia - The Rainmaker di Francis Ford Coppola, I miserabili di Bille August, The Hours di Stephen Daldry, Terminator 3 - Le macchine ribelli, in cui interpreta Kate Brewster al fianco di Arnold Schwarzenegger, e La neve nel cuore con Diane Keaton. Nel 2006 ha sostenuto un provino per interpretare Lois Lane in Superman Returns, ruolo poi andato a Kate Bosworth. Nel 2007 recita nel film fantasy Stardust al fianco di Michelle Pfeiffer e Robert De Niro ed è nel cast quasi completamente al femminile del film Un amore senza tempo, con attrici del calibro di Meryl Streep, Glenn Close, Vanessa Redgrave e Toni Collette.
Nel 2010 interpreta il ruolo di Temple Grandin, professoressa e animalista affetta da autismo, nel film biografico della HBO Temple Grandin - Una donna straordinaria, per la cui interpretazione vince il premio come miglior attrice al Roma Fiction Fest e Emmy 2010 come miglior attrice protagonista in un film TV. Nel 2011 le viene affidata la parte dell'agente della CIA Carrie Mathison nella serie televisiva Homeland - Caccia alla spia, per cui vince due Golden Globe e due Emmy Award nella categoria miglior attrice in una serie drammatica. Nel settembre 2015 riceve una stella sulla Hollywood Walk of Fame di Los Angeles.

## Vita privata
Nel 1998, al termine delle riprese del film Bangkok, senza ritorno avvenute a Manila, capitale delle Filippine, la Danes fece una dichiarazione che destò scalpore nel Paese: definì infatti la capitale «una città spettrale e bizzarra» e, su disposizione della locale amministrazione comunale, venne ufficialmente dichiarata persona non grata dall'allora presidente filippino Joseph Estrada. L'attrice si scusò per le sue dichiarazioni affermando di essere stata fraintesa, e che in realtà quella frase rientrava nel contesto del film (diverse sequenze infatti erano state girate in alcune delle zone più povere di Manila), ma le autorità alla fine respinsero le sue dichiarazioni. Allo stato attuale non si sa se tale divieto per la Danes sia stato revocato o meno.
Nel 2007, sul set di Un amore senza tempo, conosce l'attore Hugh Dancy e i due annunciano il fidanzamento nel febbraio 2009. La coppia si è sposata lo stesso anno in Francia, con una cerimonia privata. Il 17 dicembre 2012 ha avuto il suo primo figlio, Cyrus Michael Christopher Dancy mentre il 27 agosto 2018 è nato il secondogenito della coppia, Rowan. Nel luglio del 2023 hanno la terza figlia.

## Filmografia

### Cinema
- Piccole donne (Little Women), regia di Gillian Armstrong (1994)
- Gli anni dei ricordi (How to Make an American Quilt), regia di Jocelyn Moorhouse (1995)
- A casa per le vacanze (Home for the Holidays), regia di Jodie Foster (1995)
- I Love You, I Love You Not, regia di Billy Hopkins (1996)
- A Gillian, per il suo compleanno (To Gillian on Her 37th Birthday), regia di Michael Pressman (1996)
- Romeo + Giulietta di William Shakespeare (Romeo + Juliet), regia di Baz Luhrmann (1996)
- Princess Mononoke (Princess Mononoke), regia di Hayao Miyazaki (1997) - Voce
- U Turn - Inversione di marcia (U Turn), regia di Oliver Stone (1997)
- L'uomo della pioggia - The Rainmaker (The Rainmaker), regia di Francis Ford Coppola (1997)
- Amori & segreti (Polish Wedding), regia di Theresa Connelly (1998)
- I miserabili (Les Misérables), regia di Bille August (1998)
- Gli infiltrati (The Mod Squad), regia di Scott Silver (1999)
- Bangkok, senza ritorno (Brokedown palace), regia di Jonathan Kaplan (1999)
- Igby (Igby Goes Down), regia di Burr Steers (2002)
- The Hours, regia di Stephen Daldry (2002)
- Le forze del destino (It's All About Love), regia di Thomas Vinterberg (2003)
- Terminator 3 - Le macchine ribelli (Terminator 3: Rise of the Machines), regia di Jonathan Mostow (2003)
- Stage Beauty, regia di Richard Eyre (2004)
- Shopgirl, regia di Anand Tucker (2005)
- La neve nel cuore (The Family Stone), regia di Thomas Bezucha (2005)
- Stardust, regia di Matthew Vaughn (2007)
- Un amore senza tempo (Evening), regia di Lajos Koltai (2007)
- Identikit di un delitto (The Flock), regia di Andrew Lau (2007)
- Me and Orson Welles, regia di Richard Linklater (2008)
- As Cool as I Am, regia di Max Mayer (2013)
- Brigsby Bear, regia di Dave McCary (2017)
- A Kid Like Jake, regia di Silas Howard (2018)

### Televisione
- Law & Order - I due volti della giustizia (Law & Order) – serie TV, episodio 3x01 (1992)
- My So-Called Life – serie TV, 19 episodi (1994-1995)
- Temple Grandin - Una donna straordinaria (Temple Grandin) – film TV, regia di Mick Jackson (2010)
- Homeland - Caccia alla spia (Homeland) – serie TV, 96 episodi (2011-2020)
- Master of None – serie TV, 1 episodio (2015)
- Portlandia – serie TV, 1 episodio (2017)
- Il serpente dell'Essex (The Essex Serpent), regia di Clio Barnard – miniserie TV, 8 puntate (2022)
- Fleishman a pezzi (Fleishman Is in Trouble) – miniserie TV, 8 puntate (2022)
- Full Circle, regia di Steven Soderbergh – miniserie TV (2023)

### Videoclip
- Just Like Anyone dei Soul Asylum

## Riconoscimenti
- Golden Globe
  - 1995 – Miglior attrice in una serie drammatica per My So-Called Life
  - 2011 – Miglior attrice in una mini-serie o film per la televisione per Temple Grandin - Una donna straordinaria
  - 2012 – Miglior attrice per Homeland - Caccia alla spia
  - 2013 – Miglior attrice in una serie drammatica per Homeland – Caccia alla spia
  - 2015 – Candidatura per la miglior attrice in una serie drammatica per Homeland – Caccia alla spia
  - 2023 - Candidatura alla miglior attrice non protagonista in una mini-serie o film per la televisione per Fleishman a pezzi
- Premio Emmy
  - 1995 – Candidatura per la miglior attrice protagonista in una serie drammatica per My So-Called Life
  - 2011 – Miglior attrice protagonista in una miniserie o film per Temple Grandin – Una donna straordinaria
  - 2012 – Miglior attrice protagonista in una serie drammatica per Homeland – Caccia alla spia
  - 2013 – Miglior attrice protagonista in una serie drammatica per Homeland – Caccia alla spia
  - 2023 – Candidatura per la miglior attrice non protagonista in una miniserie o film per Fleishman a pezzi
- Young Artist Award
  - 1995 – Miglior cast giovanile in una serie televisiva per My So-Called Life
  - 1995 – Candidatura per la miglior giovane attrice co-protagonista in un film per Piccole donne
  - 1996 – Candidatura per la miglior giovane attrice protagonista in un film per A casa per le vacanze
  - 1997 – YoungStar Award per la miglior giovane attrice in un film drammatico per Romeo + Giulietta di William Shakespeare
  - 1997 – Miglior giovane attrice non protagonista in un film per A Gillian, per il suo compleanno
- Screen Actors Guild Award
  - 2003 – Candidatura per il miglior cast cinematografico per The Hours
  - 2011 – Miglior attrice in una miniserie o film per la televisione per Temple Grandin - Una donna straordinaria
  - 2013 – Miglior attrice in una serie drammatica per Homeland – Caccia alla spia
  - 2013 – Candidatura per il miglior cast in una serie drammatica per Homeland – Caccia alla spia
  - 2014 – Candidatura per la miglior attrice in una serie drammatica per Homeland – Caccia alla spia
  - 2014 – Candidatura per il miglior cast in una serie drammatica per Homeland – Caccia alla spia
  - 2015 – Candidatura per la miglior attrice in una serie drammatica per Homeland – Caccia alla spia
  - 2015 – Candidatura per il miglior cast in una serie drammatica per Homeland – Caccia alla spia
  - 2016 – Candidatura per la miglior attrice in una serie drammatica per Homeland – Caccia alla spia
  - 2016 – Candidatura per il miglior cast in una serie drammatica per Homeland – Caccia alla spia
- Satellite Award
  - 2005 (dicembre) – Candidatura per la miglior attrice in un film commedia o musicale per Shopgirl
  - 2011 – Miglior attrice in una serie drammatica per Homeland – Caccia alla spia
  - 2012 – Miglior attrice in una serie drammatica per Homeland – Caccia alla spia
  - 2016 – Miglior attrice in una serie drammatica per Homeland – Caccia alla spia
- Critics' Choice Awards
  - 2012 – Miglior attrice in una serie tv drammatica per Homeland – Caccia alla spia
  - 2013 – Candidatura per la miglior attrice in una serie tv drammatica per Homeland – Caccia alla spia
  - 2021 – Candidatura per la miglior attrice in una serie tv drammatica per Homeland – Caccia alla spia
- Chicago Film Critics Association
  - 1995 – Candidatura per la miglior attrice non protagonista per Piccole donne
  - 1995 – Candidatura per la miglior attrice promettente per Piccole donne
- MTV Movie Awards
  - 1997 – Candidatura per il miglior bacio per Romeo + Giulietta di William Shakespeare
  - 1997 – Candidatura per la miglior coppia per Romeo + Giulietta di William Shakespeare
- London Critics Circle Film Awards
  - 1997 – Attrice dell'anno per Romeo + Giulietta di William Shakespeare
- Phoenix Film Critics Society Awards
  - 2003 – Candidatura per il miglior cast per The Hours
- Blockbuster Entertainment Awards
  - 1997 – Miglior attrice in un film romantico per Romeo + Giulietta di William Shakespeare
  - 1998 – Candidatura per la miglior attrice non protagonista in un film drammatico per L'uomo della pioggia
- St. Louis Gateway Film Critics Association Awards
  - 2006 – Candidatura per la miglior attrice per Shopgirl
- Roma Fiction Fest
  - 2011 – Migliore attrice protagonista per la sezione TV drama per Temple Grandin – Una donna straordinaria
- PAAFTJ Television Award
  - 2012 – Miglior attrice per Homeland – Caccia alla spia
- TCA Award
  - 2012 – Miglior attrice per Homeland – Caccia alla spia

## Doppiatrici italiane
Nelle versioni in italiano delle opere in cui ha recitato, Claire Danes è stata doppiata da:
- Barbara De Bortoli ne I Miserabili, Stage Beauty, Shopgirl, Homeland - Caccia alla spia, Master of None, Il serpente dell'Essex, Fleishman a pezzi, Full Circle
- Valentina Mari in I Love You, I Love You Not, Romeo + Giulietta di William Shakespeare, L'uomo della pioggia - The Rainmaker, The Hours, Le forze del destino, Brigsby Bear
- Rossella Acerbo in A Gillian, per il suo compleanno, U-Turn - Inversione di marcia, Amori & segreti, Gli infiltrati, Bangkok, senza ritorno
- Myriam Catania in La neve nel cuore, Identikit di un delitto
- Chiara Colizzi in Igby Goes Down, Un amore senza tempo
- Monica Bertolotti in Law & Order - I due volti della giustizia
- Perla Liberatori in Temple Grandin - Una donna straordinaria
- Monica Vulcano in A casa per le vacanze
- Silvia Tognoloni in Piccole donne
- Tiziana Avarista in Terminator 3 - Le macchine ribelli
- Ilaria Stagni in Stardust
- Daniela Abbruzzese in Me and Orson Welles